# حيرام إي. ماكالوم
حيرام إي. ماكالوم هو سياسي كندي، ولد في 14 أغسطس 1899 في كاليدون في كندا، وتوفي في 13 يناير 1989 في جيلف في كندا. انتخب عمدة تورونتو ‏.